# Historia de Beyhaqi
Historia de Beyhaqi (Tarij-e-Beyhaqi, en persa: تاریخ بیهقی‎) o Tarij-e-Masudi es un libro escrito por Abolfazl Mohammad bin Hossein Beyhaqi (nacido en Beyhaq) cuyo tema principal es la historia del reino del rey Masud de Gazní y la dinastía Gaznaví en general. Además de la historia de los gaznavies el libro incluye capítulos sobre la historia de los Saffaríes y los Samaníes y la época antes y después de la ascendencia y el reino de Mahmud de Gazní. La versión original del libro ha sido alrededor de 30 volúmenes, pero la mayor parte del libro ha sido destruido por el decreto de Masud de Gazní, y hoy en día queda una parte menor del libro (casi 5 volúmenes).

## El nombre del libro
Beyhaqi ha nombrado su libro solo “Historia”, sin embargo en las siguientes épocas le han mencionado con varios nombres, entre ellos “Historia de Beyhaqi” y “Historia de Masudi” los más famosos. El libro se ha sido mencionado como Historia de Masudi porque actualmente los volúmenes supervivientes de libro trata mayoritariamente del reino de Masud de Gazní.

## Características del libro
La característica sin precedente de Historia de Beyhaqi en escribir sobre historia es que los eventos mencionados son documntados. El libro es incomparable en describir los detalles de los eventos.
Se interpreta el método de Beyhaqi en prosa como una imitación de su mentor, Abu Nasr Moshkan, que era un lenguaje entre la prosa simple, típico en Jorasán hasta el siglo cuarto después de le Hégira, y la prosa lleno de redundancia y alegoría, típico en Irak, que con la influencia de la literatura árabe inevitablemente superó a la prosa simple.
La parte de Historia de Beyhaqi que existe hoy en día empieza con capítulos del volumen cinco y termina en el volumen diez, y el desenlace de los eventos de los que habla empieza con los eventos después de la muerte del Sultán Mahmud de Gazní en 1030, hasta la huida de Sultán Masud de Gazní a India en el año 1041.